# Martin Iosefo
Pas d'image ? Cliquez ici

a Compétitions nationales et continentales officielles uniquement.

b Matchs officiels uniquement.
Dernière mise à jour le 15/02/2023.
Martin Iosefo, né le 13 janvier 1990 à Wahiawa (en), est un joueur américano-samoan de rugby à XV. 

## Biographie
Martin Iosefo naît à Hawaï de parents samoans. Il y vit jusqu'à l'âge de 4 ans, âge où ses parents retournent aux Samoa. Il revient à Hawaï pour son entrée au lycée. Enfant, il pratique aussi bien le rugby que le football américain. C'est d'ailleurs dans ce sport qu'il excelle, et qu'il obtient une bourse pour intégrer l'Université du Montana.
Mais le rugby lui plaît plus que le rugby, et il se remet à y jouer sous les couleurs des Grizzlies du Montana. Il devient alors Collegiate All-American, et brille avec la sélection universitaire. Son entraîneur universitaire l'aide à intégrer un club, les Chicago Lions, pour participer au USA Rugby Club 7s (en), où il se fait remarquer.
Après ses bonnes prestations, il est appelé par Mike Friday, sélectionneur national américain pour disputer le tournoi de Dubaï 2014. Il devient rapidement un élément incontournable de la sélection. Joueur complet, il est réputé pour être un très bon plaqueur, mais aussi pour savoir faire la différence au contact. En 2016, il n'est néanmoins que réserviste pour les Jeux olympiques. Il entre finalement dans le groupe américain à la suite de la blessure de Perry Baker.
En fin d'année 2016, la sélection américaine fait appel à plusieurs joueurs de sept pour disputer une série de tests matchs, contre les Māori, la Roumanie et les Tonga. Il effectue ainsi ses débuts non officiels face aux Māori, et obtient sa première sélection officielle face à la Roumanie. En 2017, il est de nouveau sélectionné à XV pour affronter l'Irlande.
En 2018, il prend part à la Coupe du monde de rugby à sept. Puis l'année suivante, après une très belle saison sur le circuit mondial à sept, il retrouve la sélection à XV. Il participe à la préparation à la Coupe du monde, et est finalement intégré au groupe qui part au Japon. Il y dispute trois rencontres, et est titulaire à deux reprises, face à l'Angleterre et la France. Après le mondial, il retrouve la sélection à sept. Il participe ainsi aux Jeux Olympiques de 2020, puis décide ensuite de basculer à temps plein à XV. Il signe ainsi pour deux saisons au sein des Seawolves de Seattle en 2022.

## Statistiques

### En sélection à XV
| Année | Compétition                    | Matchs | Points | Essais | Transf. | Drops | Pénal. |
| ----- | ------------------------------ | ------ | ------ | ------ | ------- | ----- | ------ |
| 2016  | Test                           | 2      | 5      | 1      | -       | -     | -      |
| 2017  | Test                           | 1      | -      | -      | -       | -     | -      |
| 2019  | Coupe des nations du Pacifique | 2      | -      | -      | -       | -     | -      |
| 2019  | Test                           | 1      | 5      | 1      | -       | -     | -      |
| 2019  | Coupe du monde                 | 3      | -      | -      | -       | -     | -      |
| 2022  | Qualif CDM                     | 2      | 10     | 2      | -       | -     | -      |
| Total | Total                          | 11     | 20     | 4      | -       | -     | -      |

| Essai | Adversaire | Lieu                            | Compétition | Date             | Résultat | Score |
| ----- | ---------- | ------------------------------- | ----------- | ---------------- | -------- | ----- |
| 1     | Tonga      | Stade d'Anoeta, Saint-Sébastien | Test        | 19 novembre 2016 | Défaite  | 20-17 |
| 1     | Canada     | BC Place, Vancouver             | Test        | 7 septembre 2019 | Victoire | 15-20 |
| 2     | Chili      | Infinity Park, Glendale         | Qualif CDM  | 16 juillet 2022  | Défaite  | 29-31 |

### En World Series
| Saison    | Statistiques | Statistiques | Statistiques | Classement final | Tournois disputés | Vainqueur du tournoi | 2e place | 3e place |
| Saison    | M            | Ess          | Pts          | Classement final | Tournois disputés | Vainqueur du tournoi | 2e place | 3e place |
| --------- | ------------ | ------------ | ------------ | ---------------- | ----------------- | -------------------- | -------- | -------- |
| 2014-2015 | 29           | 3            | 15           | 6e               | 6/9               | 1                    | 0        | 0        |
| 2015-2016 | 36           | 12           | 60           | 6e               | 7/10              | 0                    | 0        | 1        |
| 2016-2017 | 55           | 19           | 95           | 5e               | 10/10             | 0                    | 1        | 1        |
| 2017-2018 | 55           | 22           | 120          | 6e               | 10/10             | 1                    | 0        | 0        |
| 2018-2019 | 53           | 16           | 80           | 2e               | 9/10              | 1                    | 4        | 2        |
| 2019-2020 | 21           | 4            | 20           | 7e               | 4/6               | 0                    | 0        | 1        |
| 2021      | 12           | 4            | 20           | 5e               | 2/2               | 0                    | 0        | 0        |
| 2021-2022 | 12           | 1            | 5            | 6e               | 2/9               | 0                    | 1        | 0        |
| Total     | 273          | 81           | 415          | -                | 50                | 3                    | 6        | 5        |

### À laCoupe du monde de rugby à sept
| Édition            | Rang | Résultats États-Unis | Résultats M. Iosefo | Matchs (points) |
| ------------------ | ---- | -------------------- | ------------------- | --------------- |
| San Francisco 2018 | 6e   | 2 v, 0 n, 2 d        | 2 v, 0 n, 2 d       | 4 (10)          |

Légende : v = victoire ; n = match nul ; d = défaite.

### Aux Jeux olympiques
| Édition             | Rang | Résultats États-Unis | Résultats M. Iosefo | Matchs (points) |
| ------------------- | ---- | -------------------- | ------------------- | --------------- |
| Rio de Janeiro 2016 | 9e   | 3 v, 0 n, 2 d        | 1 v, 0 n, 0 d       | 1 (0)           |
| Tokyo 2020          | 6e   | 3 v, 0 n, 3 d        | 3 v, 0 n, 3 d       | 6 (10)          |

Légende : v = victoire ; n = match nul ; d = défaite.